# Dracaena pendula
Dracaena pendula är en sparrisväxtart som beskrevs av Henry Nicholas Ridley. Dracaena pendula ingår i släktet dracenor, och familjen sparrisväxter. Inga underarter finns listade i Catalogue of Life.